# Leeres Produkt
Das leere Produkt ist in der Mathematik der Sonderfall eines Produktes mit null Faktoren. Ihm wird in der Regel das neutrale Element {\displaystyle 1} der jeweiligen Multiplikation zugewiesen.
In kombinatorischen, abzählenden Betrachtungen ordnet sich das leere Produkt normalerweise ein, da es genau eine Möglichkeit gibt, Nichts zu multiplizieren. Es ist zu unterscheiden vom Produkt {\displaystyle 0\cdot 0}, welches genau zwei Faktoren hat, oder einem Produkt mit nur einem einzelnen Faktor (was dann gleich diesem Faktor ist).
In anderen Bereichen wie der Gruppen-, Ring- oder Körpertheorie, in denen die Multiplikation als grundlegende, innere Verknüpfung betrachtet wird, werden Produkte mit beliebiger Faktorenzahl induktiv definiert, wobei das leere Produkt den Induktionsanfang bildet. Das leere Produkt taucht in mehreren Zusammenhängen auf, zum Beispiel bei Potenzen und der Fakultät.

## Zusammenhang zu Potenzen und der leeren Summe
Analog bezeichnet man die Addition von 0 Summanden als die leere Summe und gibt ihr den Wert Null, nämlich das neutrale Element der Addition.
Für jedes endliche Produkt mit {\displaystyle N} Faktoren und den Logarithmus zu einer beliebigen Basis {\displaystyle b\in \mathbb {R} _{>0}} gilt nun:
{\displaystyle \prod _{i=1}^{N}x_{i}=b^{\sum _{i=1}^{N}\log _{b}x_{i}},} da {\displaystyle \log xy=\log x+\log y.}
Wird {\displaystyle N=0} gesetzt, erhält man links das leere Produkt und rechts im Exponenten die leere Summe:
{\displaystyle \prod _{i\in \emptyset }x_{i}=b^{\sum _{i\in \emptyset }\log _{b}x_{i}}=b^{0}=1.}
Die Festlegungen des leeren Produkts und der leeren Summe auf die jeweiligen neutralen Elemente passen also in dieser Hinsicht gut zusammen.

## Konsequenzen der Wertzuweisung
Durch die Beziehung {\displaystyle b^{0}=1} für reelles {\displaystyle b} sind die reellen Exponentialfunktionen {\displaystyle x\mapsto b^{x}} stetig und analytisch im Punkt {\displaystyle 0}.
Die Funktion {\displaystyle f:\mathbb {R} _{\geq 0}\rightarrow \mathbb {R} } mit {\displaystyle f(a)=0^{a}} hat eine Unstetigkeitsstelle bei {\displaystyle a=0}. Siehe auch „null hoch null“.

## Leeres kartesisches Produkt
Das kartesische Produkt zweier Mengen {\displaystyle A\times B} ist definiert als die Menge aller geordneten Paare: {\displaystyle \left\{(a,b)\mid a\in A,b\in B\right\}}. Allgemeiner kann man dies für jede beliebige Indexmenge {\displaystyle I} wie folgt definieren:
{\displaystyle \prod _{i\in I}A_{i}=\{f\colon \,I\to \textstyle \bigcup \limits _{i\in I}A_{i}\mid \forall i\colon \,f(i)\in A_{i}\}}.
Gilt nun
{\displaystyle A_{i}=A} für alle {\displaystyle i\in I,}
dann ist die {\displaystyle I}-te Potenz einer jeden Menge {\displaystyle A} (auch für {\displaystyle A=\emptyset }) gegeben durch
{\displaystyle A^{I}=\prod _{i\in I}A=\{f\colon \,I\to A\}}.
Damit ergibt sich für das leere kartesische Produkt:
{\displaystyle \prod _{i\in \emptyset }A_{i}=A^{\emptyset }=\{f\colon \,\emptyset \to A\}=\{\emptyset \}},
weil als spezielle Relation {\displaystyle f\subseteq \emptyset \times A=\{(b,a)\mid b\in \emptyset ,a\in A\}=\emptyset }.
Da die Zahlen {\displaystyle 0,1} mengentheoretisch als {\displaystyle 0:=\emptyset } und {\displaystyle 1:=\{\emptyset \}} definiert werden können, folgt weiter:
{\displaystyle A^{0}=1} und insbesondere auch {\displaystyle 0^{0}=1}.

## Weitere Zusammenhänge
- Betrachtet man die Eins, die keine Primfaktoren hat, ist es konsistent, ihr die leere Primfaktorzerlegung zuzuordnen, also das leere Produkt.
- Genauso wie die leere Summe gleich dem neutralen Element der Addition ist, ist das leere Produkt gleich dem neutralen Element der Multiplikation.[5]
- Aus den Definitionen von leerem Produkt und Fakultät folgt: {\displaystyle \textstyle 0!=\prod _{i=1}^{0}i=\prod _{i\in \emptyset }i=1.}
- Es gibt genau eine Möglichkeit, nichts aus {\displaystyle n} Stück auszuwählen – entsprechend gilt für die Binomialkoeffizienten {\displaystyle {\tbinom {n}{0}}=1}, insbesondere {\displaystyle {\tbinom {0}{0}}=1}. Sie lassen sich direkt auf die Fakultät von null zurückführen.